# Bruno III. z Mansfeldu
Hrabě Bruno III. z Mansfeld-Bornstedtu (německy Bruno III. von Mansfeld-Bornstedt, 13. září 1576 – 6. září 1644 Vídeň) byl rakouský a český šlechtic z původně durynského rodu Mansfeldů, maltézský rytíř, válečník a velící mysliveckých jednotek v habsburských službách.

## Život
Hrabě Bruno III. byl čtvrtým synem Bruna I. a hraběnky Kristýny z Barby-Mühlingenu. Měl dva bratry, Wolfganga a Filipa z Mansfeldu. Jeho dědečkem byl Filip II. z Mansfeldu, který založil bornstedtskou vedlejší linii původně durynského rodu Mansfeldů a přesídlil do habsburských zemí jako hlavní komorník císaře Karla V.
Bruno konvertoval ke katolicismu kolem roku 1600, poté se stal maltézským rytířem a působil v „karavaně“ (pořádající výpady proti osmanskému námořnímu obchodu), která mu byla svěřena. Později vstoupil do armády bojující proti Turkům v Uhrách a vyznamenal se při dobývání Hatvánu v listopadu 1603 a byl jmenován členem dvorské válečné rady. V květnu 1607 se objevuje jako komorník v doprovodu arcivévody Matyáše. V roce 1608 se měl zodpovídat za vzpouru proti císaři Rudolfovi II. před církevními kurfiřty a arcivévodou Albrechtem. Na císařův příkaz však byl v Řezně zatčen a převezen do Prahy. Zakrátko však byl propuštěn a mohl se vrátit k Matyášově dvoru do Uher a následně byl několikrát delegován v politických záležitostech.
Od roku 1615 byl postupně jmenován kapitánem, plukovníkem jezdectva a vrchním lovčím. Poslední dva úřady si ponechal za Ferdinanda II. „a lov dovedl k takové dokonalosti, jakou nikdy neměl a lepší se nenajde.“ Císař Matyáš mu tedy věnoval zvláštní přízeň až do své smrti a Ferdinand II., dychtivý po lovu, se k němu choval neméně přátelsky a dokonce zemřel v jeho náručí.
V roce 1630 koupil od císaře Ferdinanda II. panství Dobříš a položil tím základy majetkového zázemí rodu v České království. Zámek Dobříš je dodnes majetkem nástupnického rodu Colloredo-Mansfeldů.

### Manželství a potomstvo

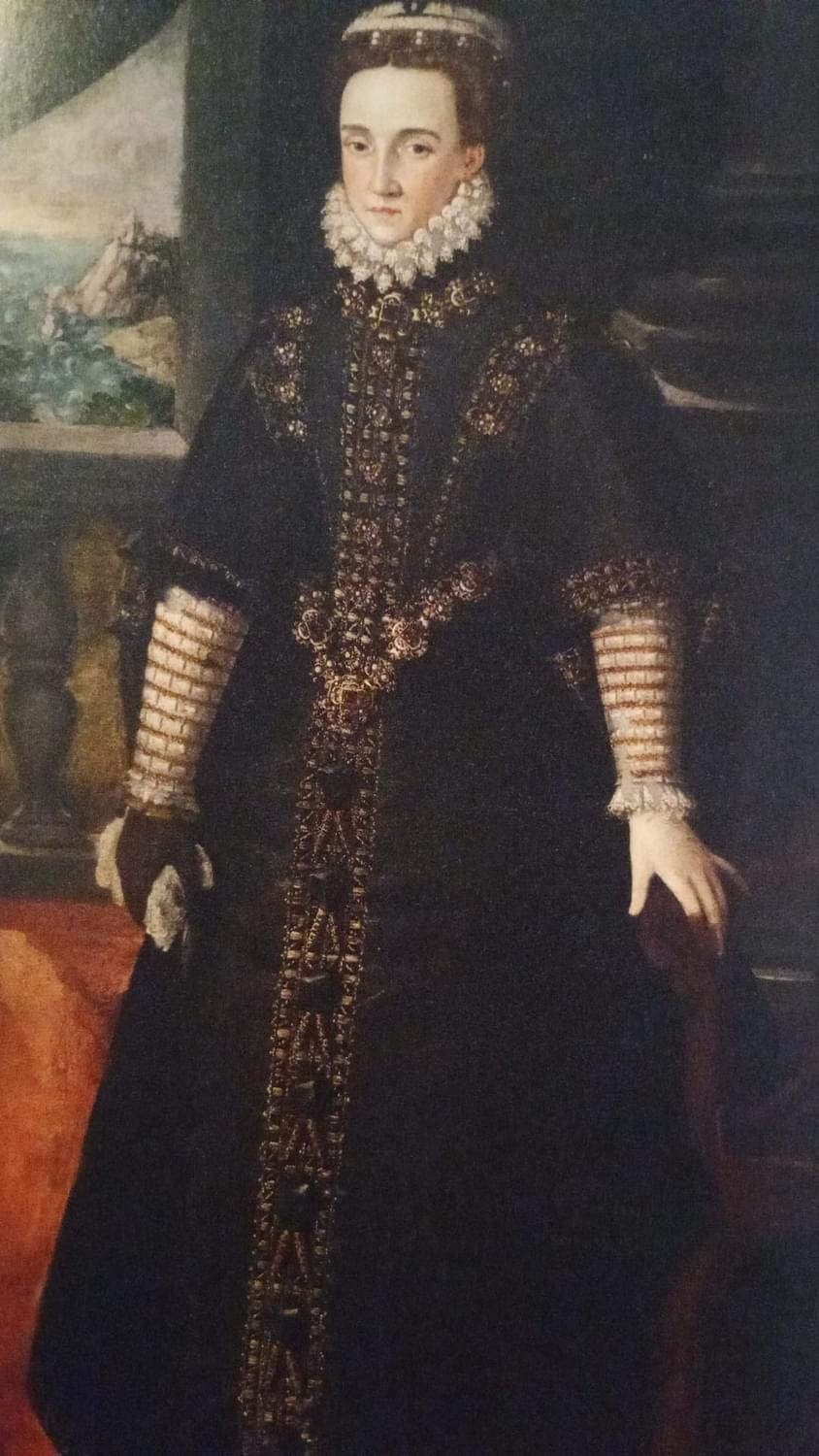
Anna Marie Manrique de Lara y Mendoza, první manželka Bruna z Mansfeldu

Poprvé hrabě Mansfeld uzavřel manželství v roce 1606 s Annou Marií Manrique de Lara y Mendoza (před 1570 – před 1636), vdovou po Janovi V. z Pernštejna, která vedla ve svém pražském paláci tzv. Pernštejnský salon a stála tak ve středu pozornosti pražské katolické šlechtické společnosti. Tomuto sňatku požehnal i Vatikán, protože po Brunově přestupu na katolickou víru byl předpoklad vzniku katolické linie významného a dosud převážně protestantského rodu Mansfeldů.
Podruhé se oženil 13. července 1636 s hraběnkou Marií Magdalenou z Toerringu (1616–1668).
Děti:
- František Bruno – zemřel v dětském věku[1]
- Marie Anna Františka (19. června 1607 – 8. září 1654), ⚭ 17. ledna 1627 Jiří Achác hrabě z Losensteinu (1597–1653), císařský tajný rada, komoří, nejvyšší štolba
- František Maxmilián (22. listopadu 1639 – 12. září 1692), císařský tajný rada, diplomat, nejvyšší štolba císařovny, ⚭ 25. listopadu 1663 Marie Anna Alžběta hraběnka z Harrachu (1636 – 9. února 1698)[1]
- Jindřich František, říšský kníže z Fondi, (21. listopadu 1640 – 8. června 1715), polní maršál, prezident dvorské válečné rady, diplomat, I. ⚭ 1679 Marie Luisa z Aspremont-Nanteville (1652 – 23. října 1692), II. ⚭ 16. listopadu 1693 Marie Františka z Auerspergu (1664 – 5. září 1739)[1]